# 屋背岭遗址
屋背岭遗址亦称屋背岭商周时期墓葬群遗址，是广东省深圳市南山区境内的一处古人类遗址，是广东地区已发现的规模最大的商周时期墓葬群。该遗址的发现曾被选为2001年全国十大考古发现，遗址本身则被公布为广东省文物保护单位。

## 概况
遗址位于南山区桃源街道福光村屋背岭山上（现今位于南方科技大学校园内），以所在的“屋背岭山”命令。遗址地处大沙河上游长岭陂河谷丘陵地带，西邻上面光村，东、南为大沙河，北有长岭陂水库，属于山岗遗址。屋背岭山体呈马鞍形，海拔约61米，遗址主要分布在山体海拔38米以上至山顶区域，长约300米，宽约130米。
遗址在1999年10月的深圳市第二次文物普查时被发现。2001年—2002年间，广东省文物考古研究所和深圳市博物馆等单位对遗址展开了多次联合发掘考察。遗址遗迹以墓葬为主，其中81座墓葬经鉴定为商时期，6座为战国时期，另有7座商至西周早期的灰坑遗迹。遗址墓葬均为浅表墓葬，深度仅0.4米左右，人骨及葬具皆已无存，仅有随葬的陶器及少量石器、青铜器存世。

## 保护
- 2006年，遗址被公布为南山区文物保护单位
- 同年，遗址划入大学城（南方科技大学）建设范围[4]
- 2022年，遗址被公布为广东省文物保护单位

## 周边遗迹
在大沙河上游的长岭陂河谷丘陵地带，还分布有众多古文化遗址，大部分已公布为文物保护单位。

### 上面光东山遗址
遗址位于屋背岭东南，上面光村东山上（现今南方科技大学校园内）。山丘海拔57.19米，东侧南侧有大沙河蜿蜒绕过。遗址主要分布于山顶及半山坡上，长110米，宽90米，1999年文物普查时被发现。遗址主要为陶片、石器等文化遗物出土，年代为商代:55-56。
遗址曾被公布为南山区文物保护单位，现已与屋背岭遗址合并。

### 杨屋村后山遗址
遗址位于屋背岭以西，杨屋村村后小山上（现今南方科技大学校园内）。山丘呈馒头状，海拔57.73米，南邻大沙河，遗址主要分布于海拔45米以上的山体上（山体低海拔区域已因人类生活而遭破坏），长150米，宽110米，1999年文物普查时被发现。遗址仅有少量文化遗物出土:56-57。
遗址曾被公布为南山区文物保护单位，现已与屋背岭遗址合并。

### 麻坑窝遗址
遗址位于屋背岭以东，长源村居委会（现已拆出）西面的小山上（现今南方科技大学校园内）。山丘海拔约50米，遗址主要分布于海拔40米以上的山体东南坡与西坡，1999年文物普查时被发现。遗址仅有少量文化遗物出土:55。
遗址曾被公布为南山区文物保护单位，现已与屋背岭遗址合并。

### 大马岭遗址
遗址位于长源大马岭村后山上（现今南方科技大学校园内）。山丘海拔68.82米，南邻大沙河，遗址主要分布于海拔45—55米的山体西坡上，长90米，宽60米，1999年文物普查时被发现。遗址仅有少量文化遗物出土，遗物时代经鉴定系新石器时代晚期:44。
遗址曾被公布为南山区文物保护单位，现已与屋背岭遗址合并。

### 无名岭遗址
遗址位于屋背岭北（现今南方科技大学校园内）。遗址曾被公布为南山区文物保护单位，现已与屋背岭遗址合并。

### 公婆岭遗址
遗址位于屋背岭西北（现今南方科技大学校园内）。遗址曾被公布为南山区文物保护单位，现已与屋背岭遗址合并。

### 麦地巷遗址
遗址位于福光村居委会南侧小山上（现今南方科技大学校园南侧，翠谷公园内）。山丘呈馒头状，海拔57.99米，西北邻大沙河，遗址主要分布于海拔35米以上的山体上，长220米，宽100米，1999年文物普查时被发现。遗址仅有少量文化遗物出土:56。

### 其他遗址
- 塘朗小学后山遗址[5]
- 塘朗小学东山遗址[5]

## 图集
- 子项杨屋村后山遗址（西北角）
- 子项公婆岭遗址（东侧）
- 子项无名岭遗址（西侧）
- 子项无名岭遗址（南侧）
- 子项麻坑窝遗址（西北角）
- 子项麻坑窝遗址（西南角）
- 子项上面光村东遗址（西侧）
- 屋背岭遗址西南角